# 나카조촌 (나가노현)
나카조 촌(일본어: 中条村)은 일본 나가노현 가미미노치군에 있던 촌이다.
2010년 1월 1일에 나가노시에 편입해 폐지되었다.

## 역사
- 1955년 2월 1일 - 사카에 촌과 히노사토 촌이 합병해 현재의 나카조 촌이 탄생하였다.
- 2010년 1월 1일 - 나가노 시에 편입, 합병되었다.